# Osséja
Osséja (katalanisch: Oceja [u'seʒə]) ist eine französische Gemeinde mit 1.376 Einwohnern (Stand: 1. Januar 2022) im Département Pyrénées-Orientales in der Region Okzitanien. Die Gemeinde gehört zum Arrondissement Prades und zum Kanton Les Pyrénées catalanes (bis 2015: Kanton Saillagouse). Die Einwohner werden im Französischen Osséjanais genannt.

## Geographie
Osséja liegt in der Cerdanya in den Pyrenäen nahe der Grenze zu Spanien. Umgeben wird Osséja von den Nachbargemeinden Nahija im Norden, Sainte-Léocadie im Nordosten, Err im Osten, Valcebollère im Osten und Südosten, Palau-de-Cerdagne im Süden und Westen sowie Bourg-Madame im Nordwesten.

## Bevölkerungsentwicklung
| Jahr      | 1962 | 1968 | 1975 | 1982 | 1990 | 1999 | 2006 | 2013 |
| Einwohner | 1096 | 1082 | 1157 | 1304 | 1274 | 1282 | 1467 | 1333 |

## Sehenswürdigkeiten

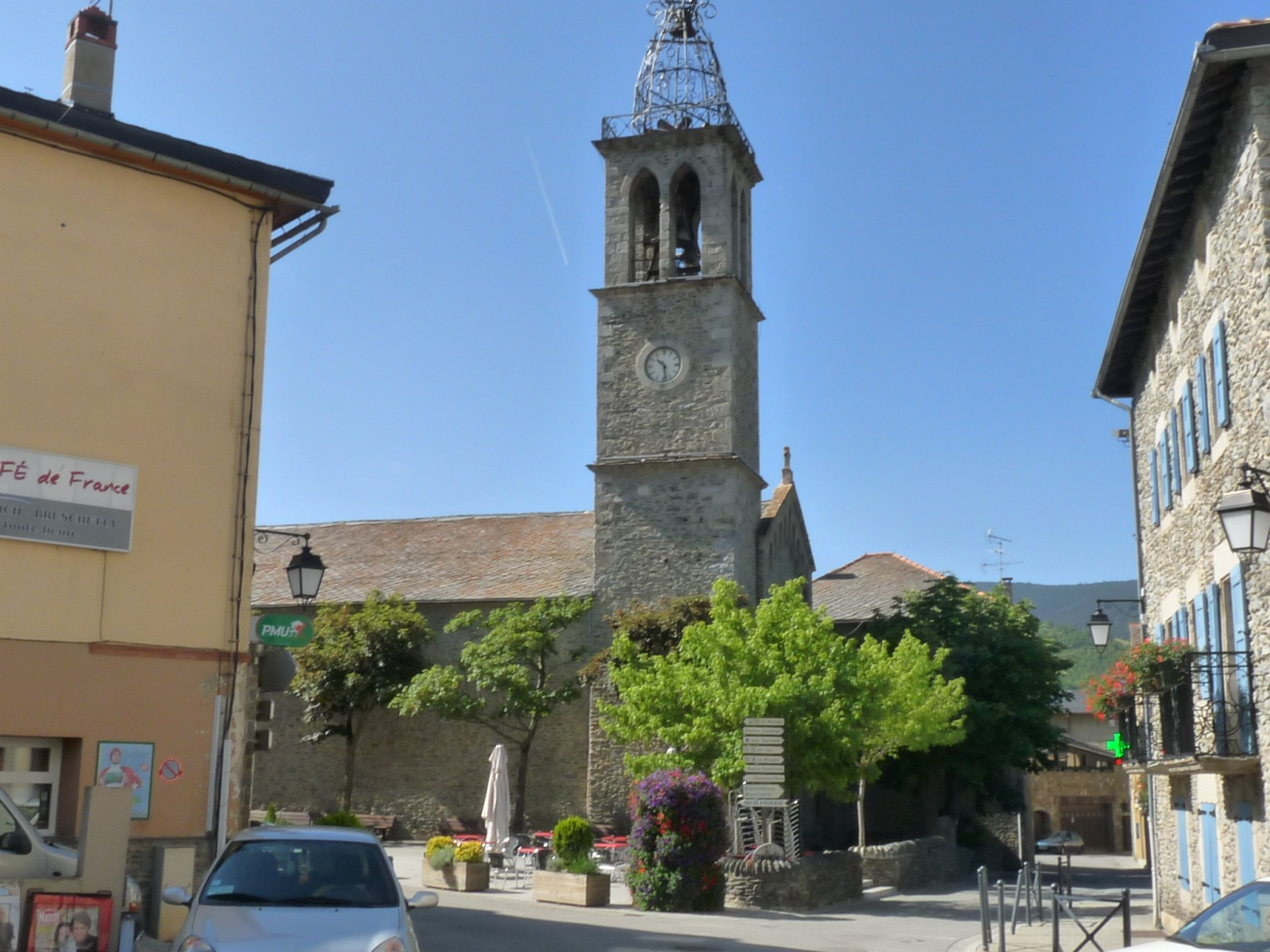
Kirche Saint-Pierre

- Kirche Saint-Pierre
- Kapelle Saint-Roch